# Bununfolket

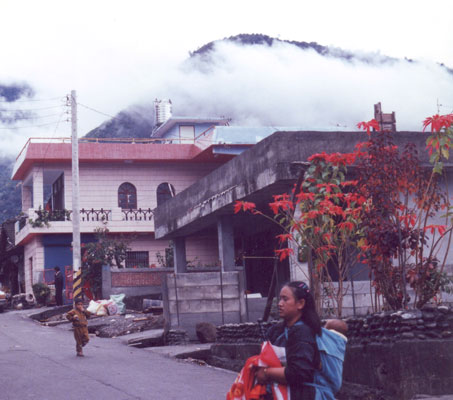
Mor och dotter i Byn Lona, Taiwan.

Bununfolket (hanzi: 布農; pinyin: Bùnóng) är en ursprungsbefolkning på Taiwan som år 2000 uppgick till 41 038 personer, vilket gjorde stammen till den fjärde största på Taiwan. De är kända för sin polyfona sjungna musik. Till skillnad från många av de andra ursprungsbefolkningarna på Taiwan är bununfolket utspritt över hela ön. Familjen och stammen är viktiga sociala strukturer, dock har de inte någon permanent hövding utan det tillsätts vid behov så som också skedde hos atayalfolket innan den japanska ockupationen. I likhet med många andra stammar på Taiwan var Bununfolket huvudjägare och var bland de sista att sluta med den sedvänjan då de bodde så otillgängligt att japanerna, som ockuperade Taiwan mellan 1895 och 1945, hade svårt att kontrollera dem.

## Kultur

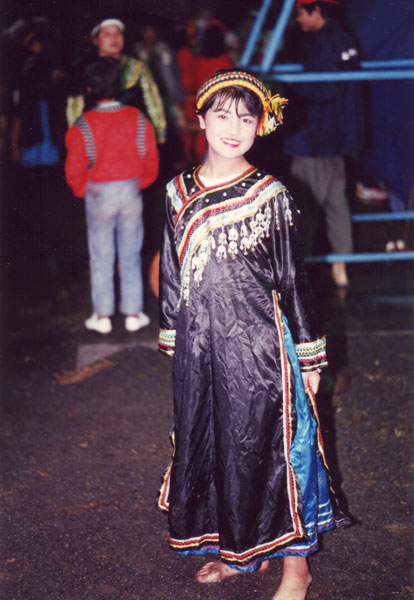
Danserska i en traditionell klänning.

Bununfolket har en myt som berättar att för länge sen fanns det två solar på himlen, något som gjorde livet på jorden extremt varmt. Till slut gick en far och hans son ut och sköt ner en av solarna, vilken då blev till månen. Månen blev då väldigt arg och krävde att de två skulle återvända till sitt folk och berätta för dem att de framöver var tvungna att följa tre bud om de inte ville utplånas från jordens yta. Det första budet var att de skulle följa månens olika faser och uträtta allt arbete och alla ritualer i fas med dem. Det andra budet var att alla enskilda personer i stammen genom hela livet skulle genomföra ritualer för att ära jorden och himlen och de andar som levde där. Det tredje budet var de förbjudna handlingarna, något som tvingade Bununfolket att bli en fredlig och ordningsam stam. 
Många av stammens myter liknar denna och visar hur viktig himlen var i Bununfolkets traditionella animism. Stammen antog att världen var full av övernaturliga andar och varelser, vilka ofta förknippades med speciella platser. Himlen var en speciell sådan plats. Det är dock svårt att säga om Bununfolket såg på himlen som en gud eller bara som en plats med mycket övernaturligt liv. Vad man vet är dock att månen hade en mycket stor plats i folkets religion och att detta utövade stort inflytande på vardagen. Alla aktiviteter anpassades till månkalendern, vilket kunde gå så långt som att kvinnorna till exempel inte fick tvätta sig under en månad. För att kunna följa månaderna och avgöra när viktiga riter inföll utvecklade Bununfolket ett eget alfabet, om än inte fullt utvecklat.
Alla de bud och förbud som förknippades med månkalendern var bara en del i ett större system av föreskrifter och tabuer som styrde Bununfolkets dagliga liv. Många av föreskrifterna hade en rituell utformning och samtliga var del i den rangordning som rådde i stammen, där absolut respekt och lydnad gentemot äldre krävdes. Till exempel krävdes det att innan en man gick ut på jakt att han väntade tills en av de äldre haft en profetisk dröm (matibahi). Om drömmen var god kunde mannen ge sig ut på jakt. Om drömmen däremot inte var god indikerade det att mannen skulle råka ut för en stor olycka om han gav sig ut i skogen, vilket han oftast förbjöds göra av de äldre om de haft en dålig dröm. De flesta föreskrifter förlorade sin mening och slutade att användas efter att kristendomen etablerats på ön, då de kristna missionärerna kallade de gamla reglerna för vidskeplighet. In i modern tid har dock många sociala ritualer kvarstått och barn får fortfarande lära sig att respektera alla som är äldre än de själva.
En av de riter som fortfarande brukas är en manlig övergångsrit som brukar hållas i mars - april och endast för män. Före ritualen brukar alla vuxna män ge sig upp i bergen och jaga. När de återvänder till byn hänger de upp de nedlagda djuren från träställningar så att pojkarna kan skjuta dem. De pojkar som kan träffa hjortöronen anses vara speciellt skickliga på att skjuta. Efter den ritualen anses de deltagande pojkarna vara vuxna män och de kan följa med sina fäder på jakt. I modern tid har ritualen förlorat mycket av sin praktiska betydelse, men den utförs fortfarande då den anses lära pojkarna att respektera äldre och samhället i stort.